# Kincsem Park
A Kincsem Park nagy kiterjedésű lóversenytérként a lovas sportok különleges és egyedi helyszíne Budapest X. kerületében, Kőbánya Ligettelek nevű városrészében, amely közel 100 hektáros zöld területtel és egészen sajátos mikroklímával rendelkezik. A történelmi múltú létesítmény régi és műemlék épületeinek jelentős részét az elmúlt években felújították, a versenypályák nemzetközi színvonalúak. A közelmúltban megépítették a galopp szintetikus versenypályát, mely tavasztól-őszig állandó minőségű futófelületet biztosít a telivérek számára. A gyeppályát a beépített automata öntözőrendszerrel folyamatosan locsolják a nyári időszakban, amit nagyban megkönnyít a 2019-ben kialakított mesterséges tó, mely egyszerre esztétikus és hasznos. A multifunkcionalitásra törekvő fejlesztések eredményeként a Kerepesi útról még 2004-ben ideköltöztetett ügető további pályákkal egészült ki: az állami sportágtámogatásnak köszönhetően 2019-ben adták át az önálló és világszínvonalú agárkutyás futamok rendezésére alkalmas Nemzeti Agárstadiont a dinamikusan fejlődő harmadik sportág számára, illetve ezzel egy időben nyílt meg a Budapesti Rugby Center a Magyar Rögbi Szövetség otthona. A helyszín koncertek megrendezésére is alkalmas: Madonna itt adott első ízben koncertet Magyarországon (2009 augusztusában), a Sticky & Sweet Tour világ körüli turnéja keretében.

## Felelős versenyszervezés
Folyamatosan nő a versenyek színvonala, amihez hozzátartozik, hogy a 2020-ban jelentősen nőtt a díjkeret. A szakmai fejlődést szolgálja azon törekvés is, hogy a galopp és az ügető szakágban Bajnokok Ligája szintű, „black type” versenyeket kívánnak rendezni. A Kincsem Díj és Marschall József Emlékverseny lesz az a futam, ahol Európa meghatározó lovait várják versenyezni a legjobb magyar lovak mellett. Legjobb lovaink és tehetséges versenyzőink külföldön is egyre több sikert aratnak.
A Kincsem Parkban megrendezett versenyeken mindig fontos szempont az állatok egészségének fokozott védelme és a versenyek tisztasága. Minden versenyen állandó állatorvosi felügyeletet biztosítanak és külön antidopping csoport dolgozik a versenyhelyszínen. A levett dopping mintákat az akkreditált és független kölni doppinglaboratóriumban vizsgáltatják.
Nyári melegben a lovak és agarak frissítése, a pálya hűtése garantált. A humán oldalon is orvosi felügyelet és mentőautó áll készenlétben.

## Fogadásszervezés
2015 óta a világ harmadik legnagyobb fogadásszervezőjével, a francia PMU-vel állnak partneri viszonyban és működnek sikeresen együtt. 2016-tól a hazai versenyek mellett már a külföldi futamokra is lehet fogadni. Több futam, több százmilliós nyeremény alap, hatalmas nyeremények.
A Szerencsejáték Zrt.-vel is egyre szorosabb a kapcsolat, 2017-től már országos lefedettségű a fogadóhálózat. Minden lottózóban, 4500 helyen kapható a világ legnépszerűbb lovas szerencsejátéka, a Kincsem+ TUTI, amivel minden nap akár 300 millió forintot is nyerhetnek a szerencsés fogadók. Szuper Jackpot napokon pedig ez az összeg elérheti a 3 milliárd forintot is.
2017 szeptemberében elindult online fogadási oldaluk is, a bet.lovi.hu, így már bármikor, bárhonnan kényelmesen elérhetőek játékaik.

## Egyre növekvő népszerűség
2017-ben közel 150.000 látogatót fogadott, különösen a négy nagy rendezvényük volt népszerű. A különleges környezet és atmoszféra igen kedvelt a fiatalok és a családok körében, a legkisebbektől az idősebb korosztályig mindenki megtalálja a számára megfelelő szórakozást. Az izgalmas versenyek mellett zene, tánc, gasztronómia, film, művészet és még sok egyéb program várja a látogatókat. Elsősorban törzsfogadóik számára létrehozták a Turf Szalont, mely a leglátogatottabb napjaikon minőségi kiszolgálást biztosít.
Rendezvényeik közül a Food Truck Show-k, a Derby és Kincsem Film Fesztivál, valamint az Ügetőszilveszter volt a legkiemelkedőbb. Utóbbi eseményen megdöntötték a nézettségi és fogadási rekordot. Közel 20.000 néző izgulta végig a versenynapot és 48,5 millió forint fogadás történt. Az utókommunikáció tekintetében is szenzációs eredményeket értek el, a legismertebb youtuberek, Pamkutyáék videójára már közel félmillióan voltak kíváncsiak.

## Galéria

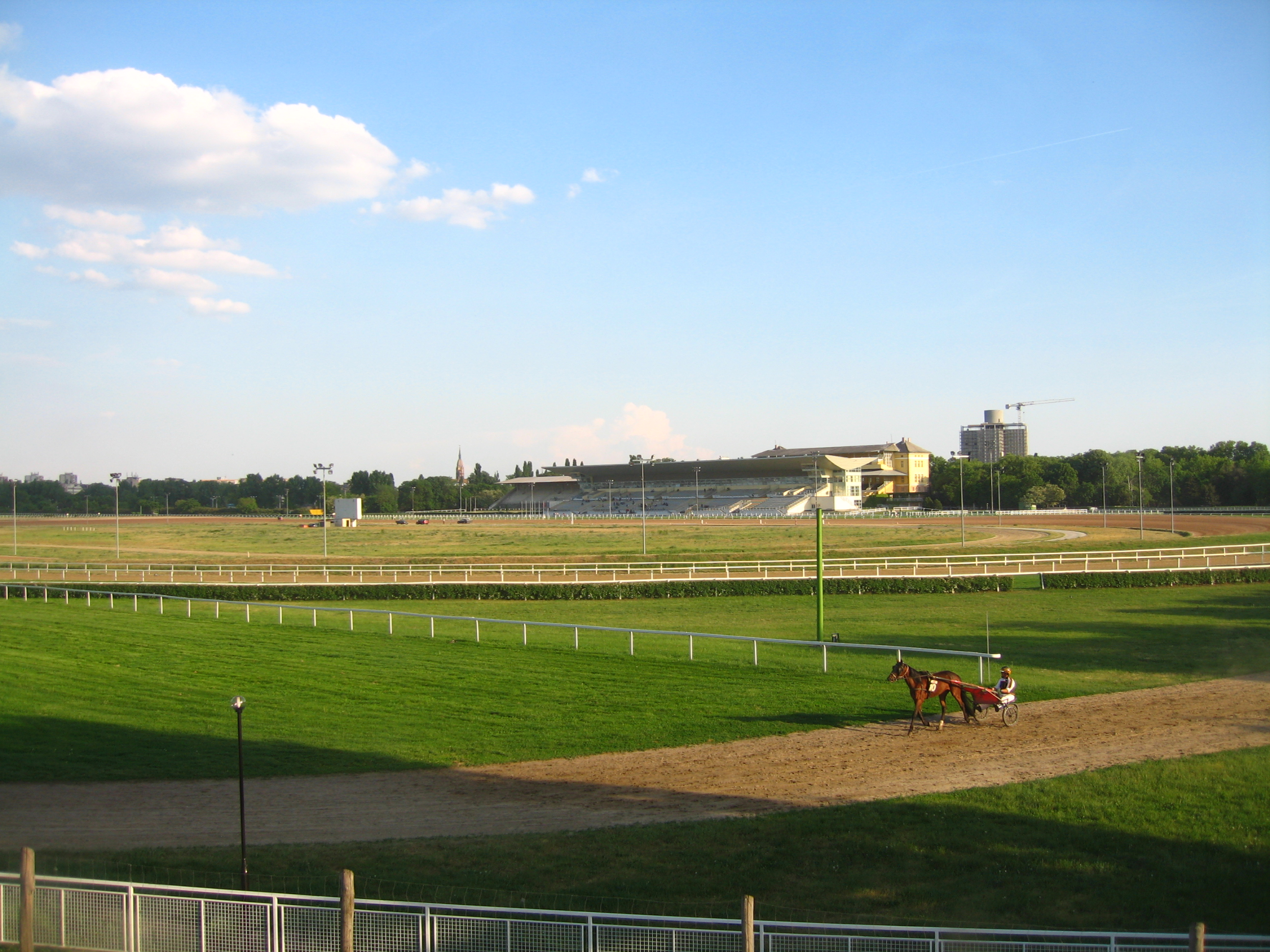
Kincsem Park
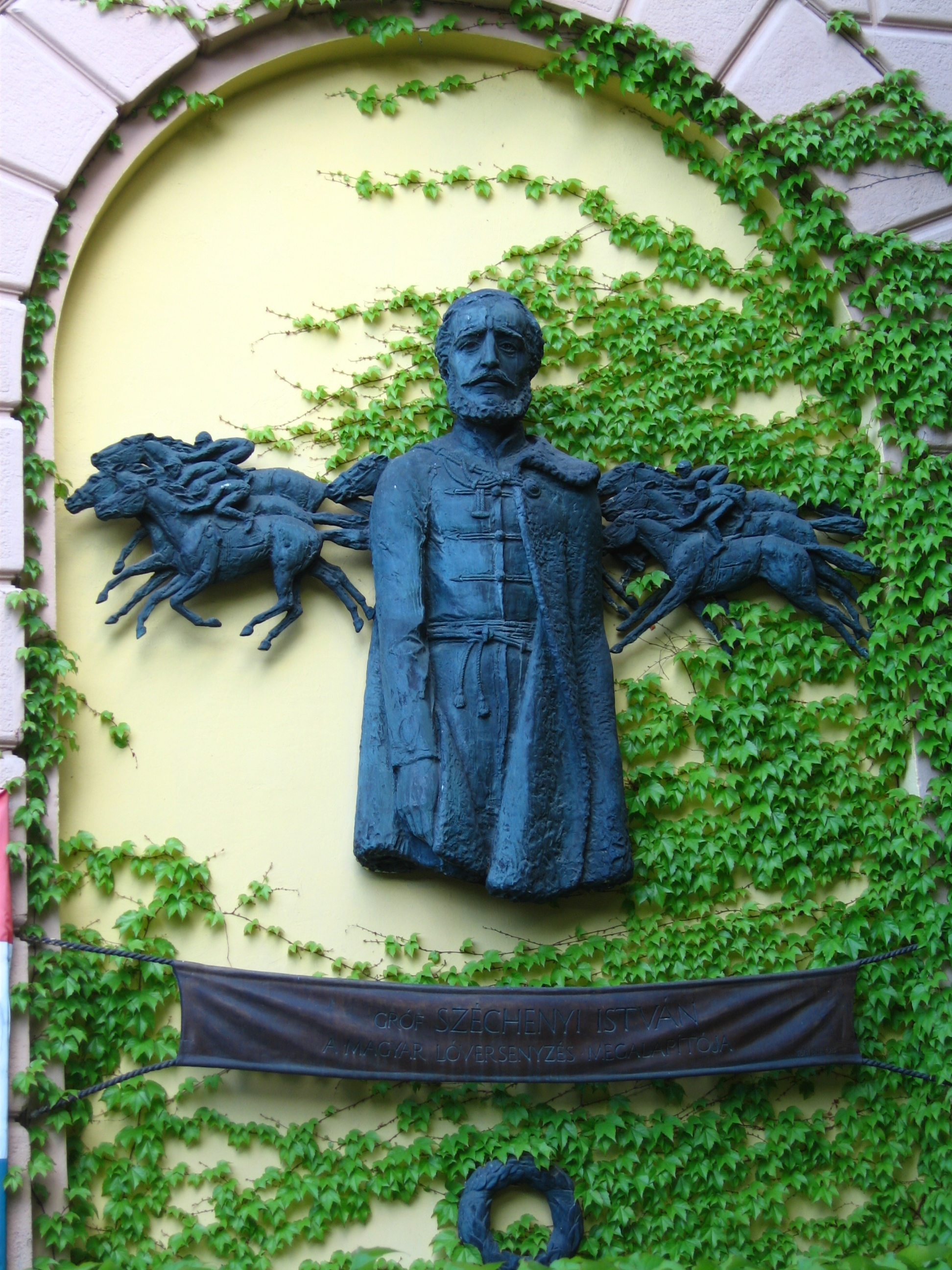
Széchenyi István, a magyar lóverseny alapítója
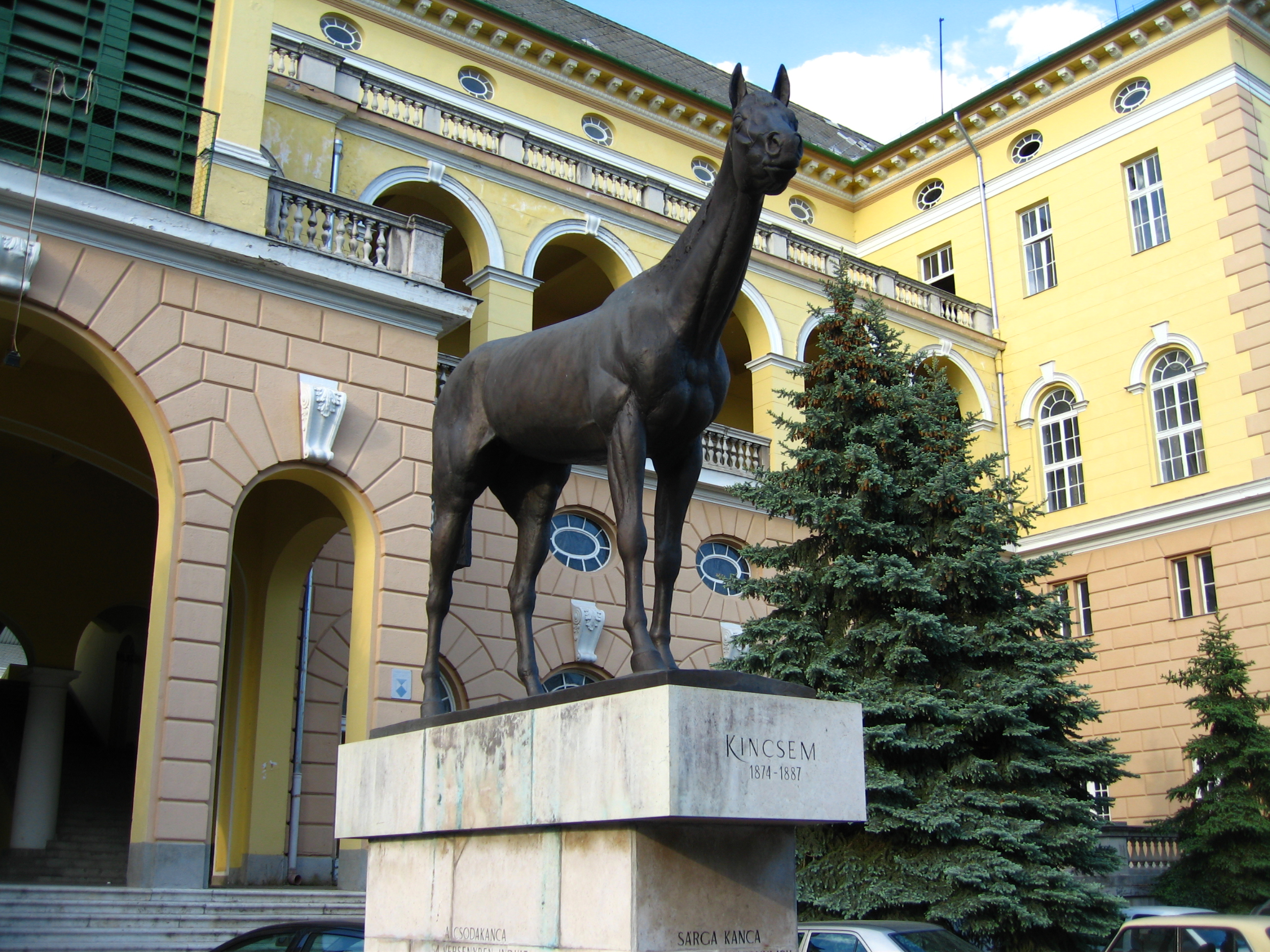
Kincsem
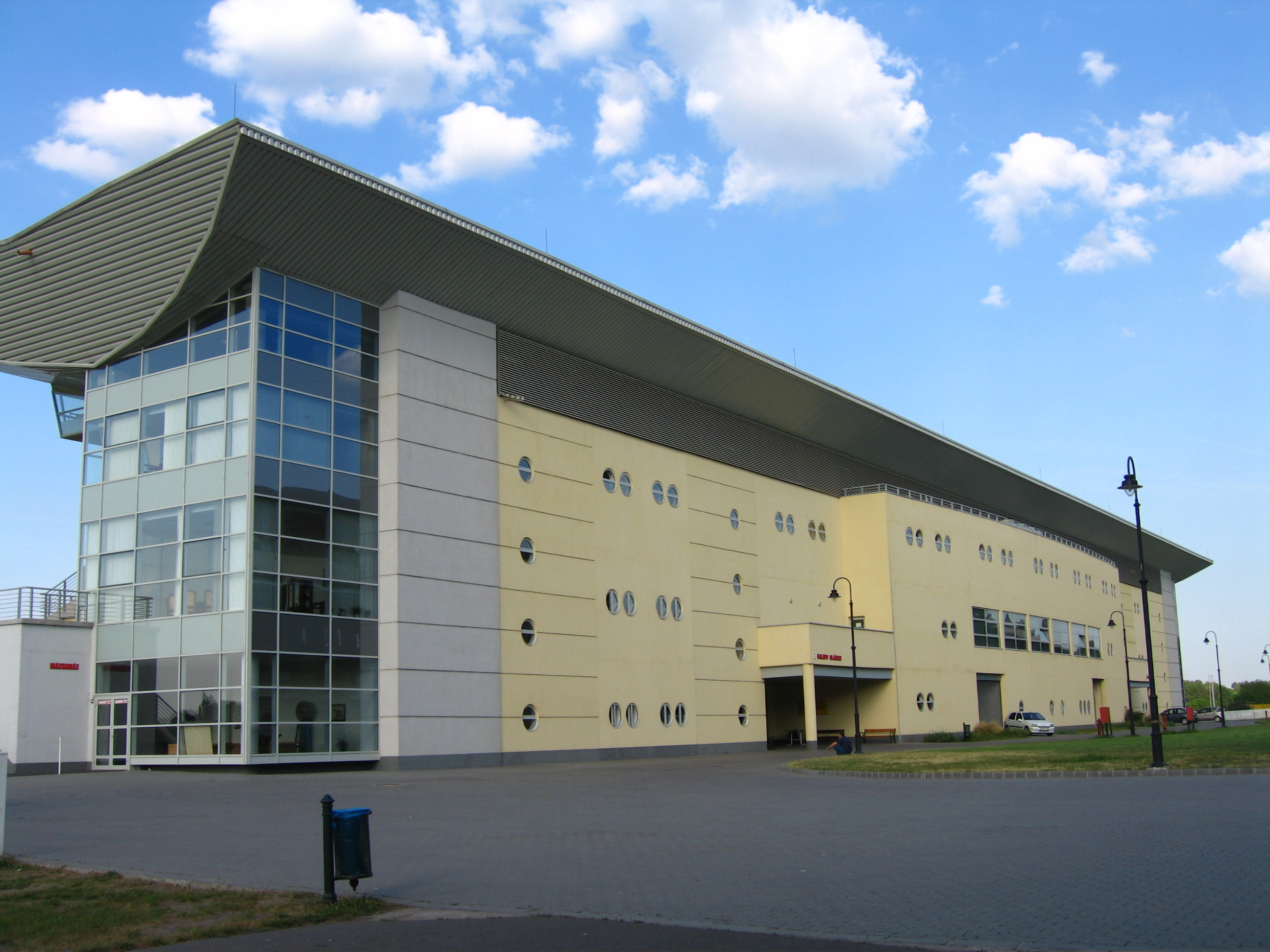
A Kincsem park új épülete
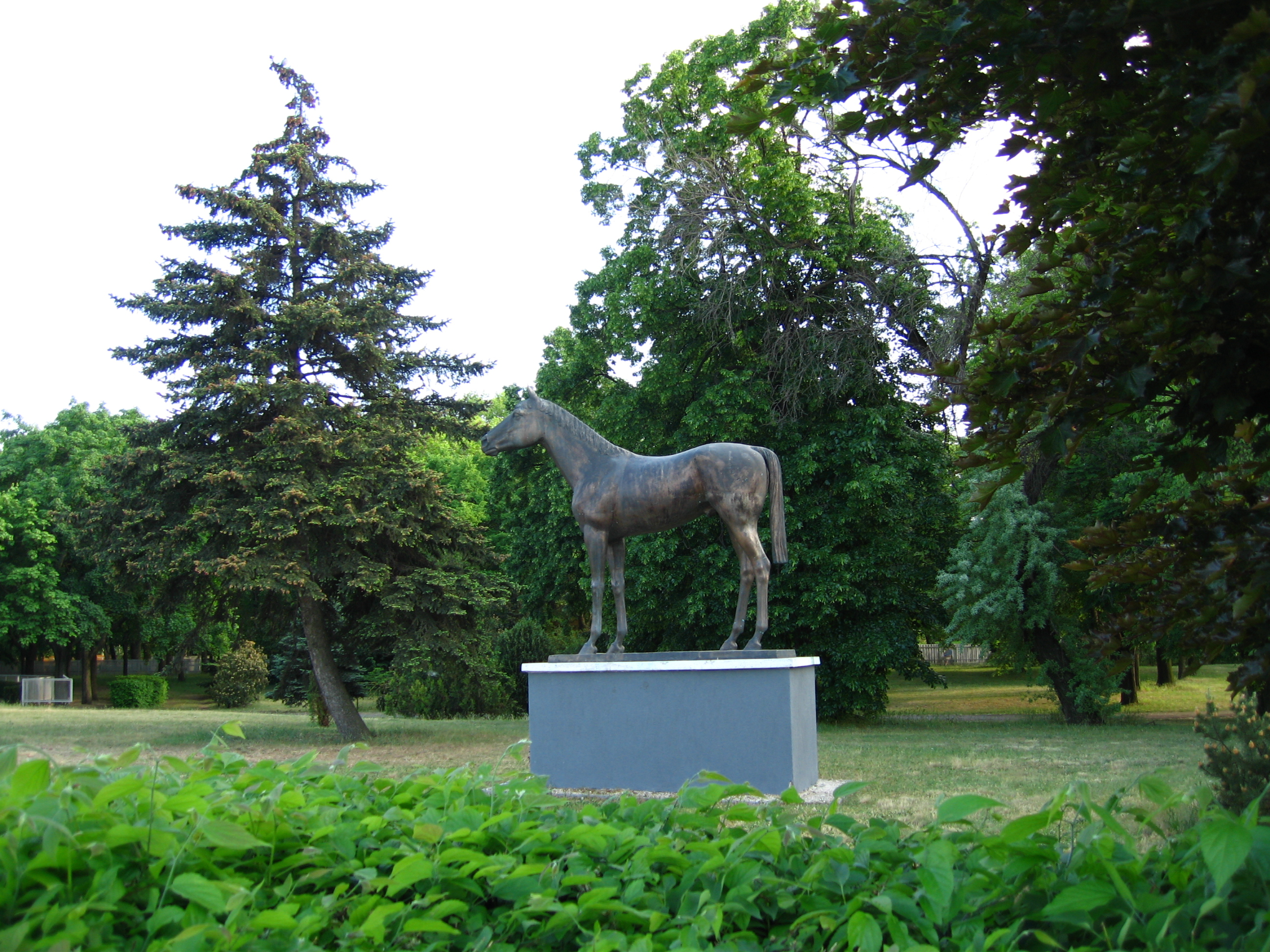
Imperiál szobra
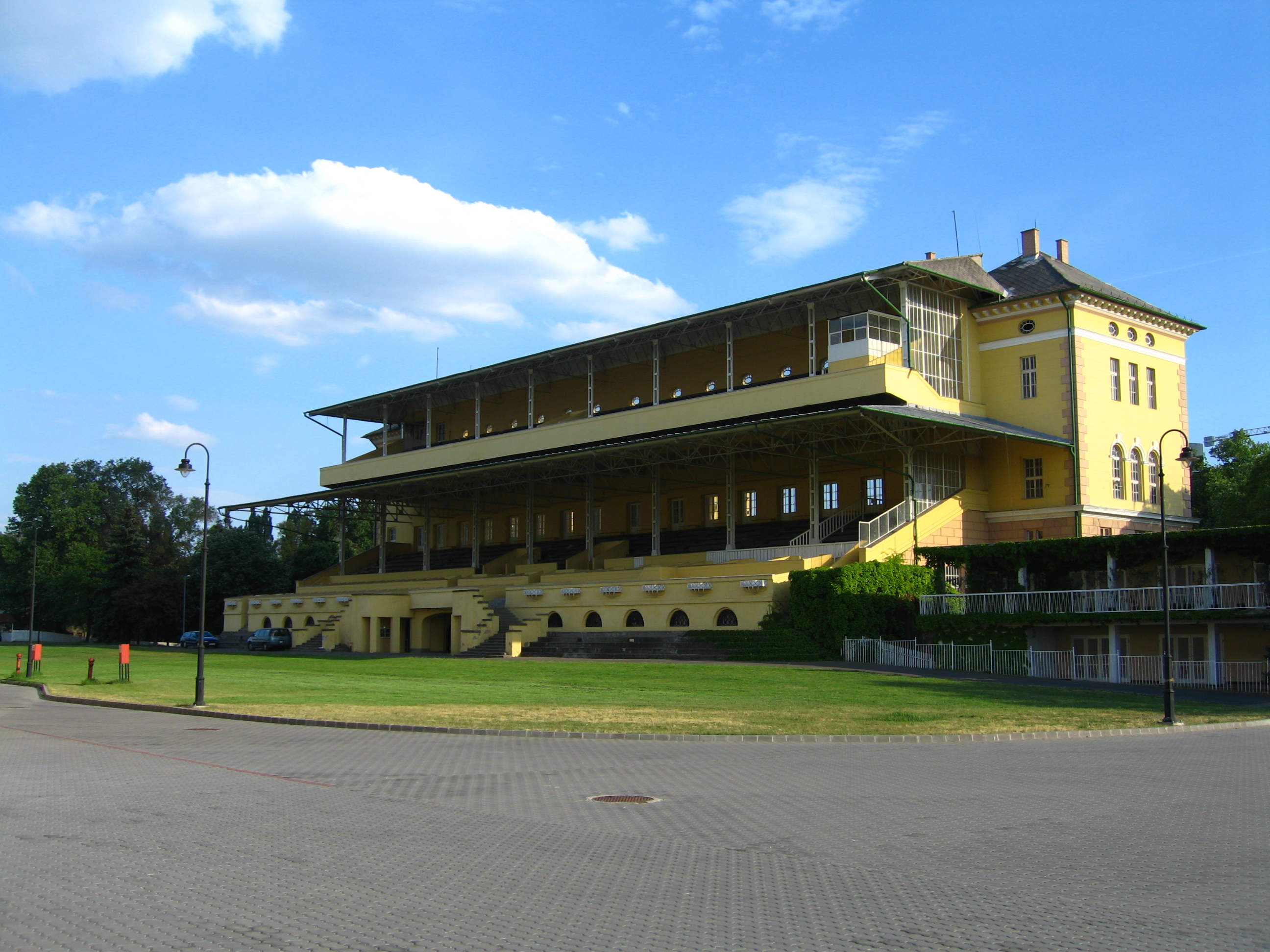
A Kincsem park régi épülete
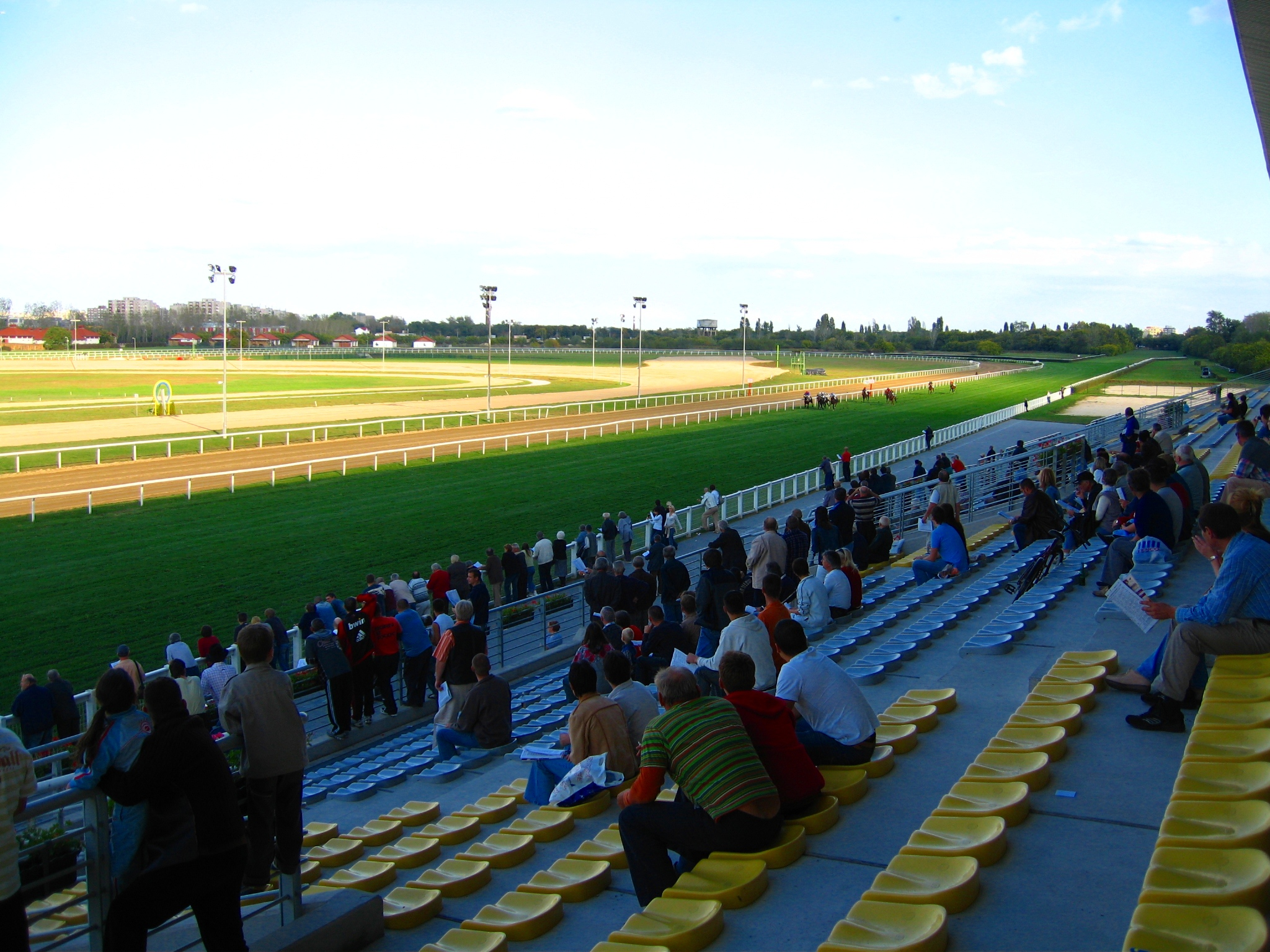
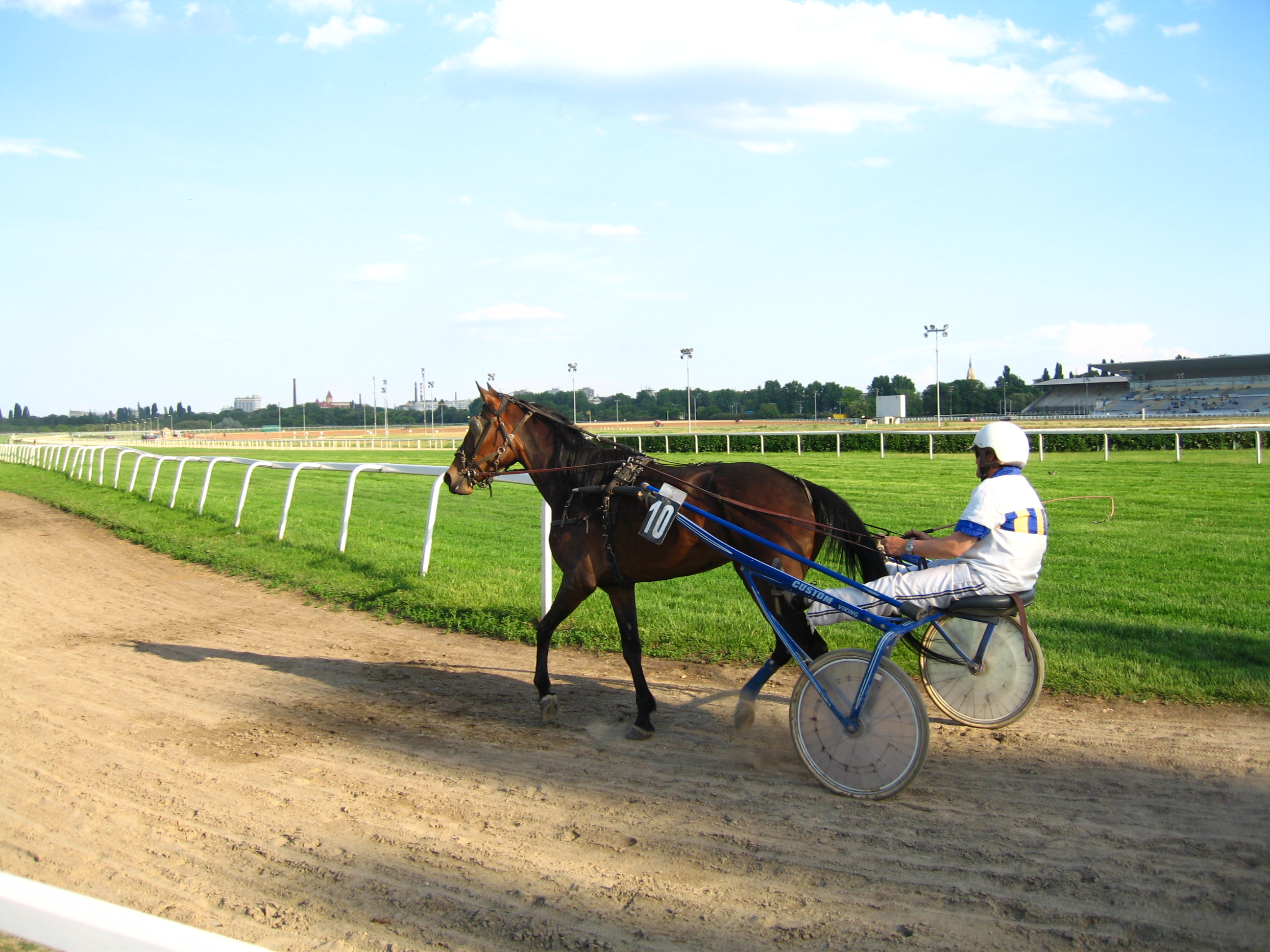
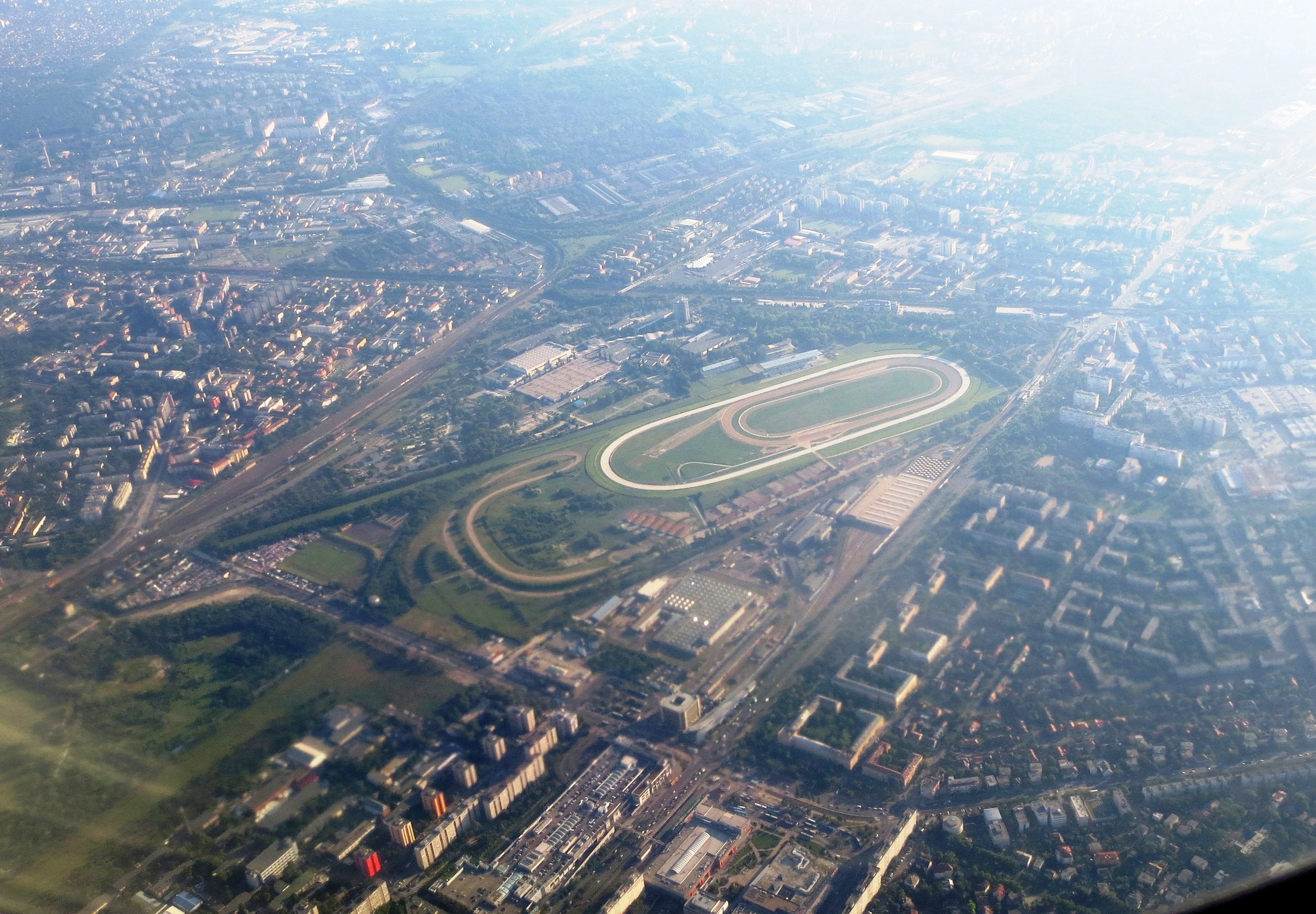

## Nemzeti Galopp Liga futamok
- Batthyány-Hunyady Díj (1860)
- Nemzeti Díj (1830)
- Millenniumi Díj (1896)
- Magyar Derby (1921). Korábban: Osztrák–Magyar Monarchia Derby (1868)
- Kisbér Díj
- Kozma Ferenc Emlékverseny (1897)
- Kincsem Díj (1949)
- Aperianov Zakariás Emlékverseny - Imperiál Díj (1959. Szabadság Díj 1989-ig)
- Tattersalls - Overdose Díj
- Magyar St. Leger (1870)

## Nemzeti Ügető Liga futamok
- Hippodrom és Lovarda Sprinter Kupa
- Nemzeti Díj
- Magyar Ügetőderby
- Gróf Esterházy Miklós Móric Emlékverseny
- Ötévesek Nagydíja
- Háromévesek Nagydíja
- Marschall József Emlékverseny
- Hungária Díj
- Köztársasági Díj
- Ménesek Díja

## Külső hivatkozások
- Kincsem Park
- Kincsem park @ Lovasok.hu